# Kardinalprotodiakon
Kardinalprotodiakon är titeln för den främste (doyen) bland Katolska kyrkans kardinaldiakoner. Titeln ges till den kardinaldiakon som har flest tjänsteår som kardinal.
Den nuvarande kardinalprotodiakonen är Dominique Mamberti. Han efterträdde Renato Raffaele Martino efter dennes död.
En av kardinalprotodiakonens uppgifter är att efter en avslutad konklav tillkännage den nye påvens namn från Peterskyrkans benediktionsloggia.
"Annuntio vobis gaudium magnum: Habemus Papam! Eminentissimum ac reverendissimum dominum, dominum N., Sancte Romanae Ecclesiae cardinalem N., qui sibi nomen imposuit: N."
"Jag förkunnar för er en stor glädje: Vi har en påve! Den högst eminente och vördnadsvärde herren, herr [förnamn], den Heliga Romerska Kyrkans kardinal [efternamn], som tar på sig namnet [påvenamn]."

## Kardinalprotodiakoner sedan 1970
- Antonio Bacci (1970–1971)
- Michael Browne (1971)
- Federico Callori di Vignale (1971)
- Charles Journet (1971–1973)
- Pericle Felici (1973–1979)
- Sergio Pignedoli (1979–1980)
- Umberto Mozzoni (1980–1983)
- Opilio Rossi (1983–1987)
- Giuseppe Caprio (1987v1990)
- Aurelio Sabattani (1990–1993)
- Duraisamy Simon Lourdusamy (1993–1996)
- Eduardo Martínez Somalo (1996–1999)
- Pio Laghi (1999–2002)
- Luigi Poggi (2002–2005)
- Jorge Arturo Medina Estévez (2005–2007)
- Darío Castrillón Hoyos (2007–2008)
- Agostino Cacciavillan (2008–2011)
- Jean-Louis Tauran (2011–2014)
- Renato Raffaele Martino (2014–2024)
- Dominique Mamberti (2024– )